# Allen West
Allen West (Brandon, Florida, 17. listopada 1967.) američki je death metal-gitarist. Najpoznatiji je kao izvorni gitarist death metal-sastava Obituary, a također je bio član sastava Six Feet Under, Massacre, Lowbrow i Southwicked.

## Životopis
Jedan je od izvornih članova skupine Obituary. Svirao je na albumima Slowly We Rot. U 1989. s Danielom Tuckerom napušta sastav, no 1991. se vraća u nj. Svirao je u Obituaryju do 2006. godine.
Također je svirao na prvim dvama albumima sastava Six Feet Under: Haunted i Warpath. Svirao je i u grupama Southwicked, Lowbrow, Massacre, Corpse Rot, Gallery of Suicide i Cynaide.
Dana 16. svibnja 2007. izrečena mu je zatvorska kazna za vožnju u alkoholiziranom stanju. Na slobodu je pušten 19. siječnja 2008. U ožujku 2013. izrečena mu je zatvorska kazna za proizvodnju marihuane i osuđen je na 15 mjeseci zatvora. Dana 27. veljače 2015. izrečena mu je zatvorska kazna za krađu i osuđen je na 3 godine zatvora. Dana 18. prosinca 2019. ponovno mu je izrečena kazna za krađu.

## Diskografija
Obituary (1984. – 1989., 1991. – 1997., 2003. – 2006.)
- Slowly We Rot (1989.)
- The End Complete (1992.)
- Don't Care (1994.) (EP)
- World Demise (1994.)
- Back from the Dead (1997.)
- Dead (1998.) (koncertni album)
- Anthology (2001.) (kompilacija)
- Frozen in Time (2005.)
- Frozen Alive (2006.) (videoalbum)
- The Best of Obituary (2008.) (kompilacija)

Six Feet Under (1993. – 1998.)
- Haunted (1995.)
- Warpath (1997.)

Southwicked (2009. – ?)
- Death's Crown (2012.)

Lowbrow
- Victims at Play (1999.)
- Sex. Violence. Death. (2001.)